# Transportujuća ATPaza oligopeptida
Transportujuća ATPaza oligopeptida (EC 3.6.3.23, oligopeptidna permeaza) je enzim sa sistematskim imenom ATP fosfohidrolaza (import oligopeptida). Ovaj enzim katalizuje sledeću hemijsku reakciju
ATP + 2O + oligopeptidout {\displaystyle \rightleftharpoons } ADP + fosfat + oligopeptidin
Ova ATPaza ABC-tipa je karakteristična po prisustvu dva slična ATP-vezujuća domena.

## Spoljašnje veze
- Oligopeptide-transporting+ATPase на 